# Centre de semi-liberté de Montargis
Le centre de semi-liberté de Montargis est un centre de semi-liberté français situé à Montargis, dans le département du Loiret, en région Centre-Val de Loire.

## Histoire
Le centre de semi-liberté de Montargis était à l'origine une prison aménagée dans un ancien couvent datant du XVe siècle. Dès 1792, des révolutionnaires y incarcèrent des détenus politiques mais la mise en service officielle de l'ancienne maison d'arrêt date de 1930. Elle est transformée en centre de semi-liberté en 2000.

## Description
En France, un centre de semi-liberté est un établissement pénitentiaire qui reçoit des personnes condamnées admises au régime du placement extérieur ou de la semi-liberté.
Le centre de semi-liberté de Montargis est rattaché à la direction interrégionale des services pénitentiaires de Dijon et au service pénitentiaire d'insertion et de probation (SPIP) du Loiret (antenne de Montargis). Il est situé sur le ressort de la cour d’appel d'Orléans et du tribunal de grande instance de Montargis.
Au 1er janvier 2019, l'Observatoire international des prisons - section française donne pour le centre de semi-liberté de Montargis les statistiques suivantes : 14 personnes hébergés dans 10 cellules pour 20 places, soit une densité carcérale de 70%.